# (4323) Hortulus
(4323) Hortulus – planetoida z pasa głównego asteroid okrążająca Słońce w ciągu 3,37 lat w średniej odległości 2,25 j.a. Odkrył ją 27 sierpnia 1981 roku Paul Wild w Obserwatorium Zimmerwald. Nazwa planetoidy pochodzi od łacińskiej nazwy małego, przytulnego ogrodu z kwiatami.